# Protestas en Afganistán de 2012
Las protestas en Afganistán de 2012 fueron una serie de protestas que tuvieron lugar a principios de 2012 en respuesta a la quema de material religioso islámico por parte de soldados de la base aérea de Bagram. El 22 de febrero de 2012, las tropas estadounidenses en la base de Bagram se deshicieron de copias del Corán que habían utilizado los prisioneros talibanes para escribirse mensajes entre ellos. Como parte de la eliminación, se quemaron partes de los libros. Las fuerzas afganas que trabajaban en la base informaron de esto, lo que provocó que afganos indignados asediaran Bagram, lanzando bombas de gasolina y piedras. Después de cinco días de protesta, , murieron 30 personas, incluidos cuatro estadounidenses y más de 200 personas resultaron heridas. La condena internacional siguió a la quema de copias del Corán, el 22 de febrero de 2012, de la biblioteca que utilizan los reclusos en el centro de detención de la base. Las protestas incluyeron disturbios que causaron al menos 41 muertos y al menos 270 heridos.

## Antecedentes
El aeródromo de Bagram es una de las bases militares estadounidenses más grandes en Afganistán, a unos 40 kilómetros (24,9 mi) noreste de la capital afgana, Kabul. El Centro de Internamiento de Bragram, ubicado en la base, alberga a cientos de talibanes, miembros de al Qaeda y otros insurgentes capturados.
En febrero de 2012, dos intérpretes afganos-estadounidenses de la base sacaron 1652 libros y textos islámicos dañados de la biblioteca del centro de detención de Bagram (incluidas 48 copias del Corán) y los guardaron en cajas para almacenarlos. El 22 de febrero, varios miembros de las fuerzas armadas de los Estados Unidos los enviaron a un incinerador para que los quemaran. Varios recolectores de basura afganos que trabajaban en la base informaron haber encontrado varios libros carbonizados y notificaron rápidamente a un comandante del Ejército Nacional Afgano.
John R. Allen, comandante de las fuerzas estadounidenses y de la ISAF en Afganistán, dijo que los libros fueron sacados de la biblioteca que utilizan los reclusos en el centro de detención. Dijo que el material religioso fue retirado de la biblioteca debido a la presencia de "inscripciones extremistas" en ellos, y señaló además "la apariencia de que estos documentos se estaban utilizando para facilitar las comunicaciones extremistas".

## Eventos
Se informó que 23 personas murieron en los tres días de protestas, incluidos cuatro miembros de las fuerzas armadas de los Estados Unidos, dos de los cuales fueron asesinados después de que alguien les vistiera el uniforme de las Fuerzas de Seguridad Nacional afganas (ANSF) y volvieran sus armas contra ellos; más de 55 personas también resultaron heridas. John Allen visitó la base en Nangarhar e instó a las fuerzas bajo su mando a no buscar represalias. El 25 de febrero, los talibanes se atribuyeron la responsabilidad de la muerte de cuatro militares estadounidenses. Dos de los otros muertos eran asesores militares estadounidenses de alto rango que trabajaban en el Ministerio del Interior afgano en Kabul. Los talibanes afirmaron que uno de sus operativos fue asistido por alguien para ingresar al ministerio y a los estadounidenses. El comandante Allen calificó de "cobarde" los disparos contra los dos altos oficiales estadounidenses en el Ministerio del Interior.

Las protestas del 26 de febrero en la provincia norteña de Kunduz dejaron un manifestante muerto, siete militares estadounidenses heridos por una granada y otros 16 manifestantes heridos en un ataque a la oficina del jefe de policía. Los alborotadores también intentaron incendiar el edificio de la ONU. En la mañana del 27 de febrero, un atentado suicida con coche bomba en la entrada del aeropuerto de Jalalabad dejó nueve muertos y otros 12 heridos. Los talibanes se atribuyeron la responsabilidad del ataque como "venganza" por las profanaciones del Corán. Los afganos se dieron cuenta de que sus sentimientos estaban siendo explotados por grupos insurgentes como los talibanes y el Hezb-e Islami de Gulbuddin Hekmatyar. Deutsche Welle informó:
Ahmad Jawed, un manifestante de Herat, dijo que estaba mal responder con violencia a la quema del Corán. “Quienes han utilizado la violencia en los últimos días están dañando al pueblo afgano. Desafortunadamente, algunos grupos con motivaciones políticas están explotando las intenciones pacíficas”. "No solo condenamos a Estados Unidos por la quema del Corán, sino también a quienes están cometiendo crímenes en nombre del Corán y su profanación", afirmó con enojo. Yunus Fakoor, un experto político en Kabul, dijo que los grupos religiosos radicales estaban echando aceite al fuego para sus propios fines. "Esto no es una defensa de la fe. Están explotando los sentimientos religiosos de la gente”.

## Consecuencias

### Investigación
Una investigación conjunta de las autoridades estadounidenses y afganas, así como una segunda investigación del ejército estadounidense, se completó a principios de abril de 2012. Según un informe de investigación del Ejército de los EE. UU. publicado el 27 de agosto de 2012, los miembros de la Policía Militar y el Equipo de Inteligencia habían descubierto que los detenidos de Bagram estaban utilizando libros de la biblioteca para pasar notas y mensajes y hasta 100 Corán y otros materiales religiosos fueron quemados en el incinerador el 20 de febrero de 2012.
A los oficiales del centro de detención de Bagram en las afueras de la base aérea de Bagram les preocupaba que algunos detenidos se comunicaran a través de notas escritas en libros de la biblioteca, potencialmente para planear un ataque. Como medida de precaución, los agentes asignaron a dos intérpretes afgano-estadounidenses para que revisaran los libros de la biblioteca e identificaran aquellos que pudieran contener mensajes que pudieran representar un riesgo para la seguridad. Para cuando terminaron los intérpretes, se habían reservado para su eliminación casi 2000 volúmenes, incluidas copias del Corán y otros textos religiosos. Según la investigación, un intérprete informó que hasta el 75% de los libros de la biblioteca contenían contenido extremista. Pero funcionarios religiosos afganos de alto rango que llevaron a cabo su propia investigación dijeron en ese momento que dudaban que lo escrito en los libros fuera algo más que anotaciones personales, y que algunas de ellas eran simplemente notas del encarcelamiento de los detenidos, sus nombres, sus padres, y sus los lugares y horas de su arresto. Incluso así, los oficiales militares estadounidenses consideraron que los libros eran "material sensible" y dijeron que decidieron quemarlos porque no había un lugar para almacenarlos todos y por eso se ordenó a los soldados que retiraran los libros como contrabando.
En total, unos 2000 libros, incluidos el Corán y otro material religioso, iban a ser destruidos. Un soldado del Ejército Nacional Afgano y un intérprete advirtieron a las tropas que no desecharan los textos religiosos, pero los soldados se llevaron unos 100 libros al pozo de fuego de todos modos. Cuando los trabajadores comenzaron a arrojarlos a las llamas, un trabajador afgano se ofreció a ayudar, y luego comenzó a gritar cuando se dio cuenta de lo que eran. Agarró un cargador frontal y apagó todo el pozo de combustión para extinguir las llamas. El trabajador afgano también pidió ayuda a otros trabajadores, que apagaron el quemador y comenzaron a apagar las llamas con agua. Los estadounidenses se detuvieron de inmediato, pero para entonces al menos cuatro Corán se habían quemado gravemente. Una multitud enojada de afganos se reunió alrededor de los miembros del servicio estadounidense que estaban quemando el material. Los tres miembros del servicio que se deshacían de los libros "se asustaron por la creciente y enojada multitud y rápidamente abandonaron el área" en el camión, según la investigación.
"Rechazo absolutamente cualquier sugerencia de que los involucrados actuaron con intenciones maliciosas de faltar el respeto al Corán o difamar la fe del Islam", escribió. "En última instancia, este fue un incidente trágico (que) resultó por la falta de diálogo cruzado entre líderes y comandantes, una falta de participación de alto nivel para dar una guía clara en una operación compleja" y "desconfianza entre nuestros miembros del servicio y nuestros socios". Los investigadores del incidente concluyeron que los soldados involucrados no siguieron los procedimientos adecuados, ignoraban la importancia del Corán para los afganos y no obtuvieron una guía clara de sus líderes en una cadena de errores. Específicamente, el informe encontró que los miembros del servicio confiaban demasiado en la conclusión de un lingüista de que los Corán, que también tenían mensajes insurgentes, eran versiones reescritas que eran extremistas y no se considerarían Corán reales. También dijo que los miembros del servicio interpretaron erróneamente la orden de un comandante de deshacerse de los libros como un permiso para llevarlos al pozo de quema. El informe también encontró que solo uno de los miembros del servicio asignados para transportar los libros al pozo de quema sabía que llevaban libros religiosos. Incluso después de que los comandantes del centro de detención se dieron cuenta de que se estaba cometiendo un error, las tropas que enviaron para detener la quema fueron al lugar equivocado y no encontraron el camión con los libros.

### Castigo
Según la revista The Atlantic, ningún militar estadounidense, ya sean oficiales o personal alistado, había sido sancionado hasta el 19 de abril de 2012 por su papel en el incidente. Al 7 de mayo de 2012, no estaba claro qué acciones tomó el comandante de la ISAF, el general John Allen, contra el personal militar estadounidense involucrado en el incidente. Sus opciones incluían no tomar ninguna medida, recomendar cargos penales o emitir reprimendas por escrito. Seis soldados del ejército y un marinero estadounidense enfrentaron sanciones administrativas por su participación en el incidente.
El Ejército no encontró malas intenciones por parte de los soldados, lo que significa que no enfrentarán cargos criminales por el incidente que desencadenó protestas mortales en Afganistán en enero.
Un marinero de la Armada también fue investigado por su presunto papel, pero el almirante que revisó su caso determinó que no era culpable y que no se justificaban más que medidas disciplinarias. La investigación contra el marinero se abandonó cuando se determinó que simplemente se le ordenó que condujera el camión con el material hasta el lugar de la quema en la base. El ejército de los EE. UU. no especificó exactamente cómo se castigó a los soldados, pero generalmente los castigos administrativos no judiciales pueden incluir, entre otras cosas, una reprimenda, reducciones de rango, pérdida de pago, deberes adicionales o estar restringido a una base militar. Los castigos permanecen en el registro permanente de un miembro del servicio y pueden evitar una mayor promoción.

## Reacciones

### Doméstico
- - El presidente afgano Hamid Karzai pidió "diálogo y calma" en respuesta a las quemaduras del Corán y las protestas posteriores.[26] Aimal Faizi, portavoz de Karzai, habló de los incidentes en Bagram que: "Cuanto antes entregue la prisión de Bagram a las autoridades afganas, antes evitaremos tales incidentes".[27]
  - El ministro de Defensa, Abdul Rahim Wardak, llamó a su homólogo estadounidense Leon Panetta para disculparse por lo que llamó las "muertes por negligencia" del personal estadounidense y ofreció sus condolencias a sus familias.[28]
  - El ministro del Interior, Bismillah Khan Mohammadi, también ofreció sus condolencias y disculpas a las familias de las víctimas estadounidenses.[28]
  - Aziz Raf'ie de la Sociedad Civil de Afganistán, dijo que "las consecuencias políticas son mucho peores que el crimen en sí".
  - Sher Mohammad Karimi, Jefe del Estado Mayor del Ejército Nacional Afgano, habló en la base del ejército de la ISAF agradeciéndoles sus "sacrificios por la humanidad, no solo por el pueblo afgano".[29] Más tarde, dijo que el incidente de la quema del Corán promovió la causa de los talibanes y que cualquier repetición de una "negligencia" similar por parte de las fuerzas occidentales sería desastrosa; "El enemigo (los talibanes) lo ampliará y lo utilizará de tal manera que instigue a todo el mundo", dijo Karimi en una entrevista.[30]
  - Abdul Sattar Khawasi, un diputado de Hezbi Islami que representa a la provincia de Parwan,[31] dijo que "los estadounidenses son invasores y la Yihad contra los estadounidenses es una obligación". Hizo un llamado a los mulás y líderes religiosos, junto con otros 20 miembros del parlamento "para instar a la gente desde el púlpito a emprender la yihad contra los estadounidenses".[27]
  - El Dr. Mahmood Khan, un diputado que representa a la provincia de Kandahar,[32] dijo que "otros países" están enviando gente a su país para incitar a la violencia.[5]
  - Ahmad Shah Ahmadzai, presidente del partido político Frente Nacional de Afganistán, declaró: "No es la primera vez que los extranjeros han profanado el Corán... Mientras las tropas extranjeras permanezcan en Afganistán, la paz eludirá al país ". El portavoz del partido explicó que "la presencia de tropas extranjeras no puede traer la paz al país, pero empeora la situación".[33]
  - Davood Moradian, exasesor de Karzai y profesor asistente de ciencias políticas en la Universidad Americana de Afganistán, dijo que: "Vienen aquí y hacen un mal uso de las manifestaciones como propaganda". Aquí hay pequeños grupos de personas que influyen hábilmente en los afganos y pueden movilizar protestas con varios miles de personas... Son muy buenos para aprovechar las emociones".[5] Zubair Babakarkhail explica que: "Los funcionarios afganos han culpado durante mucho tiempo a elementos dentro de Pakistán, donde las protestas por la quema del Corán se habían extendido el viernes, de financiar y dirigir la insurgencia liderada por los talibanes que ha plagado a Afganistán durante más de una década".[5]
- Los talibanes - Según la Agence France-Presse, los talibanes dijeron en un comunicado que: "Deberían someter las bases militares de las fuerzas invasoras a su valiente ataque, sus convoyes militares, matarlos, capturarlos, golpearlos y enseñarles un lección de que nunca más se atreverán a insultar el Sagrado Corán".[11] Un correo electrónico de los talibanes acusó a "las autoridades infieles invasoras" de tratar de calmar la situación con dos "supuestas muestras de disculpas, pero en realidad dejaron que sus soldados inhumanos insulten nuestro libro sagrado".[34]

### Organismos internacionales
- ISAF - El comandante de la ISAF, John R. Allen, dijo: "Cuando nos enteramos de estas acciones, intervinimos de inmediato y los detuvimos. Los materiales recuperados serán manejados adecuadamente por autoridades religiosas apropiadas (...) Estamos investigando a fondo el incidente y estamos tomando medidas para asegurarnos de que esto no vuelva a suceder. Le aseguro, te prometo que esto no fue intencional de ninguna manera".[35]
- El 24 de febrero, el ejército alemán anunció que 50 soldados abandonarían una base militar en Taloqan después de que un grupo de manifestantes pacíficos se reuniera fuera de la base.[36]

### Estados
- Irán - El Ministerio de Relaciones Exteriores de Irán condenó la quema de los Corán.[37] El ministro de Relaciones Exteriores, Ali Akbar Salehi, instó al Consejo de Derechos Humanos de las Naciones Unidas a condenar oficialmente los incendios.[38]
- Reino Unido - El 25 de febrero, un portavoz del Ministerio de Relaciones Exteriores y de la Commonwealth dijo que todos los empleados civiles serían retirados temporalmente de Afganistán.[14]
- Estados Unidos - El 23 de febrero, el presidente Barack Obama se disculpó con el presidente afgano Hamid Karzai por el mal manejo de copias del Corán para ayudar a detener las violentas manifestaciones.[39] También agregó que el acto fue "inadvertido" con un voto de responsabilizar a los perpetradores por sus acciones. En respuesta a las críticas a la disculpa de Obama, el portavoz de la Casa Blanca, Jay Carney, dijo: "Es totalmente apropiado, dadas las sensibilidades a este tema, las sensibilidades comprensibles. Su principal preocupación como comandante en jefe es la seguridad de los hombres estadounidenses y mujeres en Afganistán, de nuestro personal militar y civil allí. Y fue absolutamente lo correcto". 
  - Durante la campaña para la nominación republicana para las elecciones presidenciales, el posible candidato Newt Gingrich calificó la disculpa de Obama a Karzai de "asombrosa". Añadió que: "Parece que no hay nada que los islamistas radicales puedan hacer para llamar la atención de Barack Obama de una manera negativa y constantemente se disculpa con las personas que no merecen las disculpas del presidente de Estados Unidos. Es Hamid Karzai quien le debe una disculpa al pueblo estadounidense, no al revés. Este destructivo doble rasero por el cual Estados Unidos y sus aliados democráticos se niegan a responsabilizar a los líderes que toleran la violencia y la opresión sistemáticas en sus fronteras debe llegar a su fin".
  - La exgobernadora de Alaska, Sarah Palin, agregó que "Obama se disculpa por la quema inadvertida del Corán; ahora, el ejército afgano entrenado y protegido por Estados Unidos puede disculparse por haber matado a nuestros soldados ayer".
- Australia - Después de la quema de material religioso islámico, el gobierno australiano condenó las acciones de los soldados estadounidenses y emitió una advertencia para que todos los australianos no militares en Afganistán abandonaran el país.
  - El 7 de marzo de 2012, las tumbas de guerra de la Commonwealth fueron vandalizadas en Libia como represalia por las quemaduras del Corán. La primera ministra Julia Gillard condenó las acciones y prometió encontrar a los responsables donde se demolieron más de 50 tumbas australianas.[40]